# ناتالیا کوشنیر
ناتالیا کوشنیر (روسی: Наталья Григорьевна Кушнир؛ زادهٔ ۶ مهٔ ۱۹۵۴) بازیکن والیبال اهل اتحاد جماهیر شوروی سوسیالیستی است.